# Decena
En matemática, una decena (del latín tardío decēnus, «de diez en diez») es la agrupación de 10 caracteres, objetos o cosas, que matemáticamente dicho se refiere a 10 unidades, es decir, «10 veces 1», expresado algebraicamente como 10 × 1 = 10, tomando en cuenta que la unidad cambia (100 unidades, cien kilogramos, cien pesos, etc.). Ésta se utiliza igualmente con cantidades mayores a la unidad, utilizando siempre la palabra centena, y seguido de la cantidad de valor numérico:
Una decena = 10 × 1 = 10
Decena de millar = 10 × 1.000 = 10.000
Decena de millón = 10 × 1.000.000 = 10.000.000, y etc.